# Márcia Lopes
Márcia „Marcinha“ Alves Lopes (* 6. Dezember 2001 in São Vicente) ist eine kapverdische rhythmische Sportgymnastin.

## Leben
Márcia Alves Lopes wurde am 6. Dezember 2001 in São Vicente, Kap Verde, geboren und begann bereits im Alter von fünf Jahren mit Sportgymnastik. Sie spricht Englisch, Französisch und Portugiesisch.

## Sport
Ihr Debüt bei einem internationalen Wettbewerb hatte sie bei den Weltmeisterschaften 2017 in Pesaro, Italien. Bei den Afrikameisterschaften 2018 in Kairo kam sie auf Rang 12 in der Gesamtwertung mit 28,600 Punkten.
Außerdem trat sie bei den Weltmeisterschaften 2019 in Baku an. Bei den Afrikameisterschaften 2020 in Scharm asch-Schaich wurde sie 11. in der Gesamtwertung mit 35,150 Punkten. Sie wurde sechste mit den Bällen, achte mit den Keulen und siebte mit den Bändern.
Am 28. Mai 2021 qualifizierte sich Lopes für die Olympischen Sommerspiele 2020 in Tokio. Es war die vierte Teilnahme einer kapverdischen Rhythmischen Sportgymnastin bei den Olympischen Spielen nach Wania Monteiro 2004 und 2008 und Elyane Boal 2016. Sie kam auf den letzten Rang, Platz 26.